# Geschützter Landschaftsbestandteil Allee Herbeck

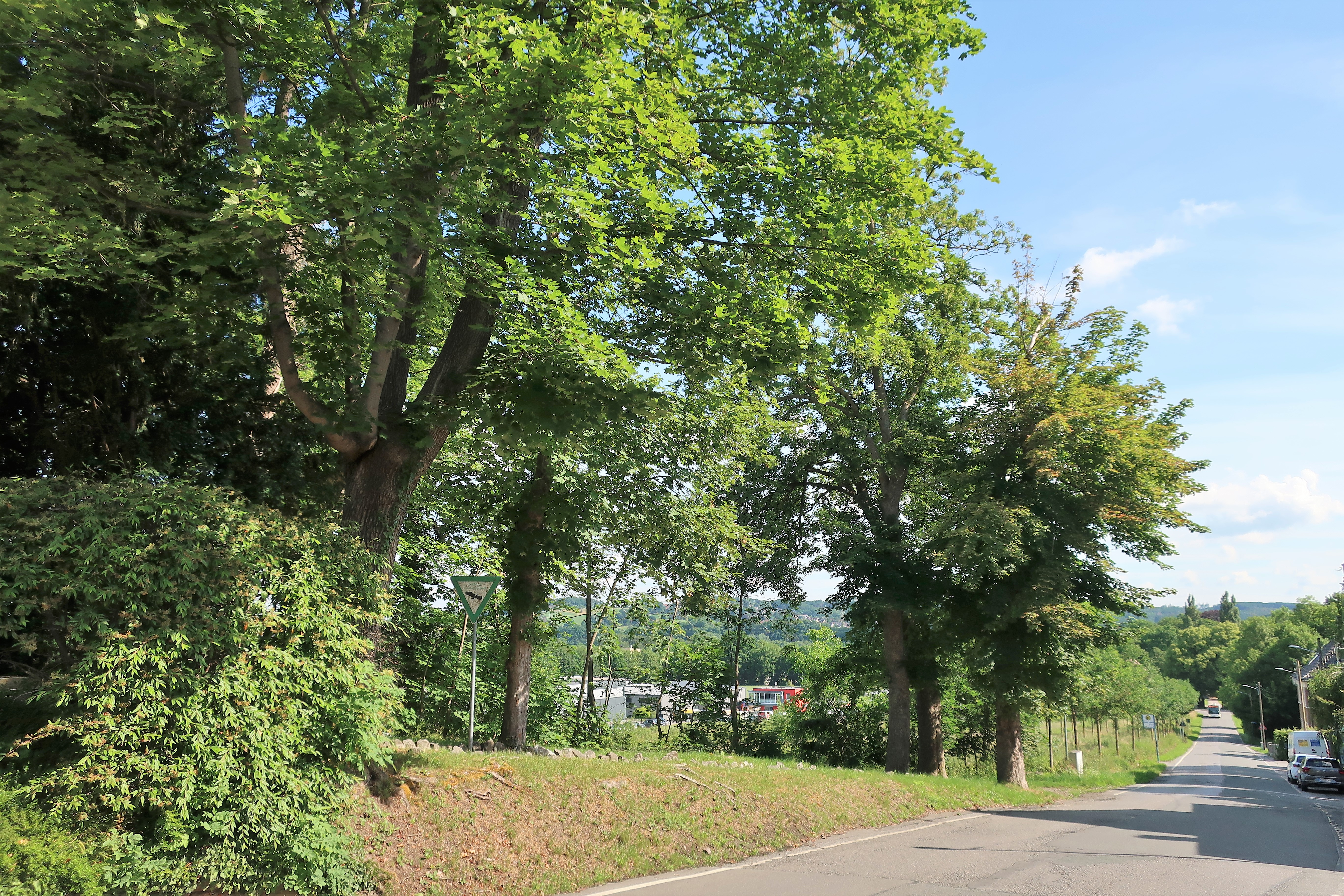
Restbestand der im Jahre 2012 gefällten Allee in Herbeck

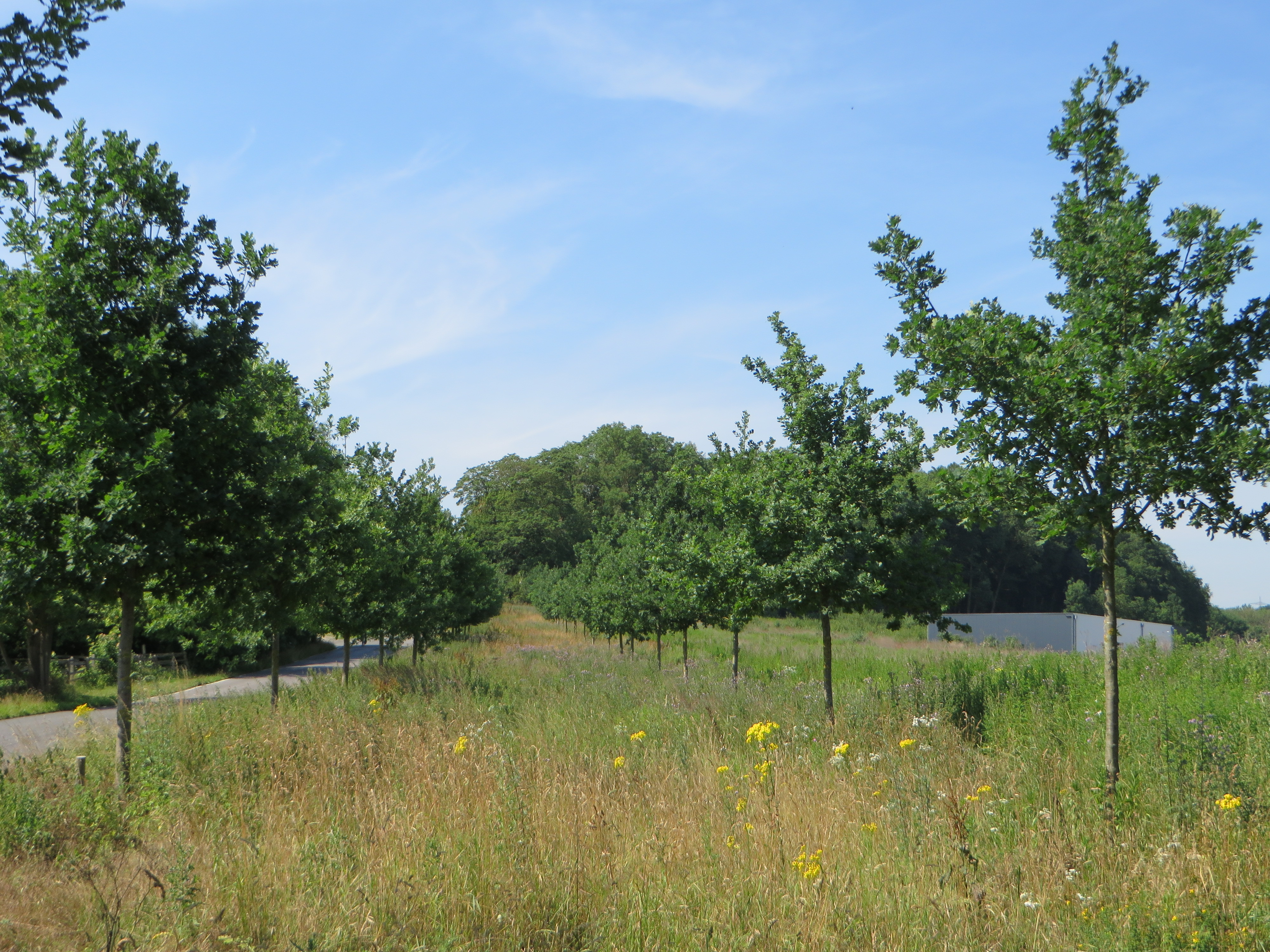
Ersatzpflanzung Van-Eupen-Allee in Herbeck

Der Geschützte Landschaftsbestandteil Allee Herbeck mit einer Flächengröße von 0,4 ha lag auf dem Gebiet der kreisfreien Stadt Hagen in Nordrhein-Westfalen. Der LB wurde 1994 mit dem Landschaftsplan der Stadt Hagen vom Stadtrat von Hagen ausgewiesen. Bei der Inkrafttreten der Überarbeitung des Landschaftsplanes der Stadt Hagen im Jahr 2008 entfiel der LB ersatzlos.

## Beschreibung
Beschreibung im Landschaftsplan: „Es handelt sich um eine Allee, bestehend aus 115 Ahornbäumen mit einem Stammumfang von 150 cm - 250 cm, ca. 20 m Höhe und ca. 20 m Kronendurchmesser an der Westseite des Herbecker Weges.“
80 Alleebäume mussten im Februar 2012 aus Verkehrssicherungsgründen gefällt werden. Durch eine Spende der Van Eupen Stiftung konnte anschließend eine Ersatzpflanzung mit 51 Stiel-Eichen stattfinden. 

## Schutzzweck
Laut Landschaftsplan erfolgte die Ausweisung „zur Sicherung der Leistungsfähigkeit des Naturhaushaltes durch Erhalt eines Lebensraumes für Kleinsäuger, höhlenbrütende Vogelarten und totholzbewohnende Insekten“.